# Peter Pumm
Peter Pumm (* 3. dubna 1943, Vídeň) je bývalý rakouský fotbalista, levý obránce. 

## Fotbalová kariéra
Začínal v rakouské lize v týmu 1. Simmeringer SC, odkud přestoupil do FC Wacker Innsbruck. V letech 1968-1971 hrál v německé bundeslize za FC Bayern Mnichov, se kterým vyhrál v roce 1969 bundesligu a dvakrát německý pohár. Po odchodu z Bayernu hrál v Rakousku za DSV Loeben a FC Wacker Innsbruck, se kterým získal v roce 1977 mistrovský titul. V Poháru mistrů evropských zemí nastoupil ve 2 utkáních, Poháru UEFA nastoupil v 1 utkání a ve Veletržním poháru nastoupil ve 4 utkáních. Za rakouskou reprezentaci nastoupil v letech 1963-1971 v 19 utkáních a dal 1 gól.

## Ligová bilance
| Ročník                                  | Zápasy | Góly | Klub                |
| --------------------------------------- | ------ | ---- | ------------------- |
| Rakouská fotbalová Bundesliga 1961/1962 | 6      | 1    | 1. Simmeringer SC   |
| Rakouská fotbalová Bundesliga 1962/1963 | 23     | 1    | 1. Simmeringer SC   |
| Rakouská fotbalová Bundesliga 1963/1964 | 25     | 2    | 1. Simmeringer SC   |
| Rakouská fotbalová Bundesliga 1964/1965 | 21     | 1    | FC Wacker Innsbruck |
| Rakouská fotbalová Bundesliga 1965/1966 | 26     | 1    | FC Wacker Innsbruck |
| Rakouská fotbalová Bundesliga 1966/1967 | 23     | 0    | FC Wacker Innsbruck |
| Rakouská fotbalová Bundesliga 1967/1968 | 21     | 0    | FC Wacker Innsbruck |
| Německá fotbalová Bundesliga 1968/1969  | 34     | 0    | FC Bayern Mnichov   |
| Německá fotbalová Bundesliga 1969/1970  | 27     | 1    | FC Bayern Mnichov   |
| Německá fotbalová Bundesliga 1970/1971  | 23     | 1    | FC Bayern Mnichov   |
| Rakouská fotbalová Bundesliga 1971/1972 | 28     | 0    | DSV Loeben          |
| Rakouská fotbalová Bundesliga 1972/1973 | 29     | 0    | DSV Loeben          |
| Rakouská fotbalová Bundesliga 1973/1974 | 32     | 1    | DSV Loeben          |
| Rakouská fotbalová Bundesliga 1974/1975 | 0      | 0    | DSV Loeben          |
| Rakouská fotbalová Bundesliga 1975/1976 | 6      | 0    | FC Wacker Innsbruck |
| Rakouská fotbalová Bundesliga 1976/1977 | 1      | 0    | FC Wacker Innsbruck |
| CELKEM Německá fotbalová Bundesliga     | 84     | 2    |                     |
| CELKEM Rakouská fotbalová Bundesliga    | 241    | 7    |                     |